# تفنگ‌های ننه کارار
تفنگ‌های ننه کارار (آلمانی: Die Gewehre der Frau Carrar) یک نمایشنامه سیاسی تک پرده‌ای از نمایشنامه‌نویس آلمانی قرن بیستم برتولت برشت است که با همکاری مارگارت اشتفین نوشته شده است.
موضوع این نمایشنامه مربوط به دوران اوج جنگ داخلی اسپانیا و داستان آن به ترزا کارار، مادری سالخورده می‌پردازد که در گرماگرم جنگ، به محافظت از فرزندانش می‌پردازد، اما در نهایت در کنار مظلومان می‌جنگد. برشت آن را در سال ۱۹۳۷ نوشت و اولین نمایش وی در ۱۶ اکتبر همان سال در پاریس افتتاح شد. این محصول توسط اسلاتان دودو کارگردانی شد و هلنه وایگل نقش سنیورا کارار را بازی کرد.